# Petite finale
La petite finale, encore appelée finale des perdants, finale de consolation, finale pour la troisième place ou finale pour la médaille de bronze, est une rencontre sportive opposant les perdants des demi-finales de certains tournois à élimination directe, afin de déterminer qui occupera la troisième place.
La petite finale est généralement disputée avant la finale.
En ski cross et en boardercross, chaque manche regroupe quatre compétiteurs, dont seuls deux sont qualifiés pour le tour suivant. Les perdants des demi-finales sont quatre, ils disputent entre eux une petite finale pour l'attribution des cinquième, sixième, septième et huitième places.